# ديفيد سوازو
أوسكار ديفيد سوازو فيلازكويز والمعروف بـ (ديفيد سواز), (بالإسبانية:Óscar David Suazo Velázquez) لاعب كرة قدم من الهندوراس، يلعب حاليًا مع نادي إنتر ميلان الإيطالي.
افب

## وصلات خارجية
- ديفيد سوازو على موقع الاتحاد الدولي (مؤرشف)  (الإنجليزية)
- ديفيد سوازو على موقع الاتحاد الأوربي (الإنجليزية)
- ديفيد سوازو على موقع قاعدة بيانات كرة القدم.إي يو (الإنجليزية)
- ديفيد سوازو على موقع ناشيونال فوتبول تيمز (الإنجليزية)
- ديفيد سوازو على موقع Soccerbase.com (لاعب) (الإنجليزية)
- ديفيد سوازو على موقع Soccerway.com (الإنجليزية)
- ديفيد سوازو على موقع عالم كرة القدم.نت (الإنجليزية)
- ديفيد سوازو على موقع كووورة
- ديفيد سوازو على موقع أوليمبيديا (الإنجليزية)
- من موقع الفيفا
- من موقع goal.com
- من موقع cnn.com